# Nirmsdorf
Nirmsdorf är en ortsteil i staden Ilmtal-Weinstraße i Landkreis Weimarer Land i förbundslandet Thüringen i Tyskland. Nirmsdorf var en kommun fram till den 31 december 2013 när den uppgick i Ilmtal-Weinstraße. Kommunen Nirmsdorf hade 88 invånare 2013.